# Ardres
Ardres är en kommun i departementet Pas-de-Calais i regionen Hauts-de-France i norra Frankrike. Kommunen ligger i kantonen Ardres som tillhör arrondissementet Saint-Omer. År 2022 hade Ardres 4 393 invånare.

## Befolkningsutveckling
Antalet invånare i kommunen Ardres
| Referens: INSEE |